# Premi e riconoscimenti di G-Dragon
Questa è una lista dei premi e dei riconoscimenti ricevuti da G-Dragon, rapper, cantante, cantautore, produttore discografico, imprenditore e fashion designer sudcoreano che debuttò nel dicembre 2006 sotto la YG Entertainment.

## Premi coreani

### Cyworld Digital Music Award
| Anno | Ricevente      | Premio                        | Risultato       | Fonti |
| ---- | -------------- | ----------------------------- | --------------- | ----- |
| 2009 | "Heartbreaker" | Song of the month (Settembre) | Vincitore/trice |       |
| 2009 | "Heartbreaker" | Ting’s Choice Award           | Vincitore/trice | [ 1 ] |
| 2009 | "Heartbreaker" | Bonsang Award                 | Vincitore/trice | [ 1 ] |

### Gaon Chart Music Award
| Anno | Ricevente        | Premio                    | Risultato       | Fonti |
| ---- | ---------------- | ------------------------- | --------------- | ----- |
| 2018 | "Untitled, 2014" | Song of the Year (Giugno) | Vincitore/trice | [ 2 ] |

### Golden Disc Award
| Anno | Ricevente        | Premio           | Risultato       | Fonti |
| ---- | ---------------- | ---------------- | --------------- | ----- |
| 2013 | G-Dragon         | Popularity Award | Vincitore/trice | [ 3 ] |
| 2013 | One of a Kind    | Digital Bonsang  | Vincitore/trice | [ 3 ] |
| 2014 | "Crooked"        | Digital Bonsang  | Candidato/a     | [ 4 ] |
| 2014 | "Crooked"        | Popularity Award | Candidato/a     | [ 4 ] |
| 2014 | Coup d'Etat      | Disk Bonsang     | Candidato/a     | [ 4 ] |
| 2018 | "Untitled, 2014" | Digital Daesang  | Candidato/a     | [ 5 ] |
| 2018 | "Untitled, 2014" | Popularity Award | Candidato/a     | [ 5 ] |

### Korean Music Award
| Anno | Ricevente       | Premio                                   | Risultato       | Fonti       |
| ---- | --------------- | ---------------------------------------- | --------------- | ----------- |
| 2013 | "One of a Kind" | Song of the Year                         | Candidato/a     | [ 6 ] [ 7 ] |
| 2013 | "One of a Kind" | Best Rap/Hip-hop Song                    | Vincitore/trice | [ 6 ] [ 7 ] |
| 2013 | One of a Kind   | Best Dance/Electronic Album              | Candidato/a     | [ 6 ] [ 7 ] |
| 2014 | "Crooked"       | Best Dance/Electronic Song               | Candidato/a     | [ 6 ] [ 7 ] |
| 2014 | G-Dragon        | Male Musician of the Year - Netizen Vote | Vincitore/trice | [ 6 ] [ 7 ] |

### Melon Music Award
| Anno | Ricevente                                 | Premio                   | Risultato       | Fonti  |
| ---- | ----------------------------------------- | ------------------------ | --------------- | ------ |
| 2009 | Heartbreaker                              | Album of the Year        | Vincitore/trice | [ 8 ]  |
| 2009 | Heartbreaker                              | Top 10                   | Vincitore/trice | [ 8 ]  |
| 2011 | GD & TOP                                  | Rap/Hip-Hop              | Vincitore/trice | [ 9 ]  |
| 2011 | Infinity Challenge Festival project album | Hot Trend Award          | Vincitore/trice | [ 9 ]  |
| 2012 | "Crayon"                                  | Top 10                   | Candidato/a     |        |
| 2013 | Coup d'Etat                               | Album of the Year        | Candidato/a     | [ 10 ] |
| 2013 | G-Dragon                                  | Artist of the Year       | Candidato/a     | [ 10 ] |
| 2013 | G-Dragon                                  | Top 10                   | Vincitore/trice | [ 10 ] |
| 2013 | "Who You?"                                | Netizen Popularity Award | Candidato/a     | [ 10 ] |
| 2013 | "Who You?"                                | Song of the Year         | Candidato/a     | [ 10 ] |
| 2015 | Infinite Challenge Festival               | Hot Trend Award          | Vincitore/trice | [ 11 ] |
| 2017 | G-Dragon                                  | Kakao Hot Star Award     | Candidato/a     |        |
| 2017 | Kwon Ji Yong                              | Best Album Award         | Candidato/a     |        |
| 2017 | "Untitled, 2014"                          | Best Song Award          | Candidato/a     |        |
| 2017 | "Untitled, 2014"                          | Best R&B/Soul Award      | Candidato/a     |        |

### Mnet Asiana Music Award
| Anno | Ricevente      | Premio                             | Risultato       | Fonti         |
| ---- | -------------- | ---------------------------------- | --------------- | ------------- |
| 2007 | "Lies"         | Music Arrangement                  | Vincitore/trice | [ 12 ]        |
| 2009 | Heartbreaker   | Album of the Year                  | Vincitore/trice | [ 13 ]        |
| 2009 | "Heartbreaker" | Best Male Solo Artist              | Candidato/a     | [ 14 ]        |
| 2009 | "Heartbreaker" | Best House & Electronic            | Candidato/a     | [ 14 ]        |
| 2012 | "Crayon"       | Best Male Artist                   | Vincitore/trice | [ 15 ] [ 16 ] |
| 2012 | "Crayon"       | Artist of the Year                 | Candidato/a     | [ 15 ] [ 16 ] |
| 2012 | One of a Kind  | Album of the Year                  | Candidato/a     | [ 15 ] [ 16 ] |
| 2013 | "Coup d'Etat"  | Best Male Artist                   | Vincitore/trice | [ 17 ]        |
| 2013 | "Coup d'Etat"  | Album of the Year                  | Candidato/a     | [ 17 ]        |
| 2013 | "Coup d'Etat"  | Artist of the Year                 | Vincitore/trice | [ 17 ]        |
| 2013 | "Crooked"      | Best Dance Performance - Male Solo | Vincitore/trice | [ 17 ]        |
| 2013 | "Crooked"      | Song of the Year                   | Candidato/a     | [ 17 ]        |
| 2013 | "Coup d'Etat"  | Best Music Video                   | Vincitore/trice | [ 17 ]        |
| 2017 | G-Dragon       | Artist of the Year                 | Candidato/a     |               |
| 2017 | G-Dragon       | Best Male Artist                   | Candidato/a     |               |

### Seoul Music Award
| Anno | Ricevente     | Premio               | Risultato       | Fonti  |
| ---- | ------------- | -------------------- | --------------- | ------ |
| 2013 | One of a Kind | Record of the Year   | Vincitore/trice | [ 18 ] |
| 2018 | G-Dragon      | Bonsang Award        | Candidato/a     | [ 19 ] |
| 2018 | G-Dragon      | Popularity Award     | Candidato/a     | [ 19 ] |
| 2018 | G-Dragon      | Hallyu Special Award | Candidato/a     | [ 19 ] |

### Style Icon Award
| Anno | Ricevente | Premio                 | Risultato       | Fonti  |
| ---- | --------- | ---------------------- | --------------- | ------ |
| 2013 | G-Dragon  | Style Icon of the Year | Vincitore/trice | [ 20 ] |
| 2013 | G-Dragon  | Top 10 Style Icons     | Vincitore/trice | [ 20 ] |
| 2014 | G-Dragon  | Top 10 Style Icons     | Candidato/a     | [ 21 ] |
| 2016 | G-Dragon  | Top 10 Style Icons     | Vincitore/trice | [ 22 ] |
| 2016 | G-Dragon  | Style Icon of the Year | Vincitore/trice | [ 22 ] |

## Premi internazionali

### MTV Video Music Award Japan
| Anno | Ricevente        | Premio                   | Risultato       | Fonti  |
| ---- | ---------------- | ------------------------ | --------------- | ------ |
| 2010 | "Rain is Fallin" | Best Collaboration Video | Vincitore/trice | [ 23 ] |

### World Music Award
| Anno | Ricevente   | Premio                               | Risultato       | Fonti  |
| ---- | ----------- | ------------------------------------ | --------------- | ------ |
| 2014 | G-Dragon    | World's Best Male Artist             | Candidato/a     | [ 24 ] |
| 2014 | G-Dragon    | World's Best Live Act                | Candidato/a     | [ 24 ] |
| 2014 | G-Dragon    | World's Best Entertainer of the Year | Vincitore/trice | [ 24 ] |
| 2014 | "Crooked"   | World's Best Video                   | Candidato/a     | [ 24 ] |
| 2014 | Coup d'Etat | World's Best Album                   | Vincitore/trice | [ 24 ] |

## Altri premi
| Anno                                   | Ricevente                               | Premio                                                      | Risultato       | Fonti         |
| -------------------------------------- | --------------------------------------- | ----------------------------------------------------------- | --------------- | ------------- |
| Arena Magazine Korea                   |                                         |                                                             |                 |               |
| 2008                                   | G-Dragon                                | Most Influential Men of the Year                            | Vincitore/trice | [ 25 ]        |
| Forbes Asia                            |                                         |                                                             |                 |               |
| 2016                                   | G-Dragon                                | Most Influential Person Under 30 - Entertainment and Sports | Vincitore/trice | [ 26 ]        |
| Fuse TV                                |                                         |                                                             |                 |               |
| 2013                                   | G-Dragon                                | Best New Artist                                             | Vincitore/trice | [ 27 ]        |
| GQ Korea                               |                                         |                                                             |                 |               |
| 2015                                   | G-Dragon                                | Men of the Year for 2015                                    | Vincitore/trice | [ 28 ]        |
| Grazia Korea                           |                                         |                                                             |                 |               |
| 2015                                   | G-Dragon                                | 10 Hot People of the Year 2015                              | Vincitore/trice | [ 29 ]        |
| InStyle Star Icon Award                |                                         |                                                             |                 |               |
| 2016                                   | G-Dragon                                | Male Idol Fashionista                                       | Vincitore/trice | [ 30 ]        |
| International Dance Music Award        |                                         |                                                             |                 |               |
| 2014                                   | "Dirty Vibe"                            | Best Dubstep/Drum & Bass Track                              | Candidato/a     | [ 31 ]        |
| JTBC Award                             |                                         |                                                             |                 |               |
| 2015                                   | G-Dragon                                | Most Memorable Interview Guest                              | Vincitore/trice | [ 32 ] [ 33 ] |
| MBC Entertainment Award                |                                         |                                                             |                 |               |
| 2012                                   | G-Dragon                                | Style Guinness Award                                        | Vincitore/trice |               |
| 2013                                   | Jung Hyung-don e G-Dragon               | Best Couple Award                                           | Vincitore/trice | [ 34 ]        |
| QQ Music Award                         |                                         |                                                             |                 |               |
| 2014                                   | G-Dragon                                | Most Popular Korean & Japanese Artist                       | Vincitore/trice | [ 35 ]        |
| 2015                                   | G-Dragon                                | Most Popular Korean & Japanese Artist                       | Vincitore/trice |               |
| 2016                                   | G-Dragon                                | Influential Male Artist of The Year                         | Vincitore/trice | [ 36 ]        |
| SBS MTV Best of the Best               |                                         |                                                             |                 |               |
| 2013                                   | Coup d'Etat                             | Album of the Year                                           | Vincitore/trice | [ 37 ]        |
| 2013                                   | G-Dragon                                | Artist of the Year                                          | Candidato/a     | [ 37 ]        |
| Singapore Entertainment Award          |                                         |                                                             |                 |               |
| 2013                                   | "Crayon"                                | Most Popular K-pop Music Video                              | Candidato/a     | [ 38 ]        |
| 2014                                   | "Crooked"                               | Most Popular K-pop Music Video                              | Candidato/a     | [ 39 ]        |
| Weibo Star Power List                  |                                         |                                                             |                 |               |
| 2016                                   | G-Dragon                                | Top Korean Celebrity (March)                                | Vincitore/trice | [ 40 ] [ 41 ] |
| 2016                                   | G-Dragon                                | Top Korean Celebrity (April)                                | Vincitore/trice | [ 40 ] [ 41 ] |
| Youku Tudou Young Choice Awards        |                                         |                                                             |                 |               |
| 2013                                   | G-Dragon                                | Favorite International Artist                               | Vincitore/trice | [ 42 ]        |
| Melon Popularity Award                 |                                         |                                                             |                 |               |
| 2015                                   | "Mapsosa"                               | Canzone della settimana - 7 settembre                       | Vincitore/trice | [ 11 ]        |
| 2015                                   | "Mapsosa"                               | Canzone della settimana - 14 settembre                      | Vincitore/trice | [ 11 ]        |
| 2015                                   | "Mapsosa"                               | Canzone della settimana - 21 settembre                      | Vincitore/trice | [ 11 ]        |
| 2017                                   | "Untitled, 2014"                        | Canzone della settimana - 19 giugno                         | Vincitore/trice | [ 43 ]        |
| 2017                                   | "Untitled, 2014"                        | Canzone della settimana - 26 giugno                         | Vincitore/trice | [ 43 ]        |
| Korean Hip-Hop Award                   |                                         |                                                             |                 |               |
| 2017                                   | "₩ 1.000.000" (con Okasian, Bewhy e CL) | Best Collaboration                                          | Candidato/a     | [ 44 ] [ 45 ] |
| Douban Music of the Year               |                                         |                                                             |                 |               |
| 2016                                   | G-Dragon                                | Top Male Artist                                             | Vincitore/trice | [ 46 ]        |
| 2017                                   | G-Dragon                                | Top Korean Artist                                           | Vincitore/trice | [ 47 ]        |
| 2017                                   | Kwon Ji Yong                            | Most Talked About - June                                    | Vincitore/trice | [ 47 ]        |
| KOMCA Grand Prize 2018                 |                                         |                                                             |                 |               |
| 2018                                   | G-Dragon                                | Most Royalties and Copyrighted Song in 2017                 | Vincitore/trice | [ 48 ]        |
| BreakTudo Awards                       |                                         |                                                             |                 |               |
| 2018                                   | G-Dragon                                | K-Pop Male Artist                                           | Candidato/a     |               |
| Anugerah Bintang Popular Berita Harian |                                         |                                                             |                 |               |
| 2019                                   | G-Dragon                                | Korean Popular Artist                                       | Candidato/a     | [ 49 ]        |